# A Cure for Lumbago
A Cure for Lumbago è un cortometraggio muto del 1906 diretto da Lewin Fitzhamon.
Si conoscono pochi dati del film che, prodotto dalla Hepworth, fu distrutto nel 1924 dallo stesso produttore, Cecil M. Hepworth. Fallito, in gravissime difficoltà finanziarie, il produttore pensò in questo modo di poter almeno recuperare il nitrato d'argento della pellicola.

## Trama
La lombaggine di un uomo anziano viene curata in maniera poco ortodossa da un violento amico del malato.

## Produzione
Il film fu prodotto dalla Hepworth.

## Distribuzione
Distribuito dalla Hepworth, il film - un breve cortometraggio di 38 metri - uscì nelle sale cinematografiche britanniche nel marzo 1906.